# De witte tempel
De witte tempel is het achttiende stripverhaal van De Rode Ridder. Het is geschreven door Willy Vandersteen en getekend door Frank Sels.

## Het verhaal
We vinden Johan terug op een schip langs de Griekse kust, waar hij van boord wordt gegooid vanwege een klein dispuut met de kapitein. Hij wordt afgezet op een eiland, Thosas. Daar merkt hij dat de eilandbewoners gedwongen worden om verschillende offers achter te laten in een grot. Hierdoor zouden ze de goden van de vulkaan geruststellen. De bewoners van de grot worden de Witte Demonen genoemd. Johan daalt af in de frot en ontdekt er een grote marmeren tempel. Johan ontmoet er de koningin van de grotbewoners, Chrysis.
Zij behoort tot de mensen die hun leven wijden om de goden van de vulkaan gerust te stellen en hen te eren. Er is wel een kloof onderling tussen de bewoners. Bepaalde mensen zijn trouw aan Chrysis. Tot deze groep behoren Phaucrates, de tovenaar en Mirtos, de leider van de persoonlijke lijfwacht van de koningin.
De opstandelingen worden geleid door een hebzuchtig individu, Demetrios. Johan biedt zijn hulp aan aan Chrysis, maar wordt nu nog door Phaucrates gewantrouwd. Als er terug uitbarstingen plaatsvinden, merkt Mitros dat Demetrios spoorloos is verdwenen.
Mitros gaat op onderzoek uit en daalt af in de levensgevaarlijke, dampende krater. Hier ontdekt hij het plan van Demetrios. Die was aanwezig bij de dood van de koning en is van hem te weten gekomen dat er zich een schat ergens in de tempel zou bevinden. Die vindplaats kan je pas weten als je een urn uit een schacht zou halen. Die schacht zou zich ergens in de krater van de vulkaan bevinden. Mitros vertelt zijn wedervaren aan Johan en samen beslissen ze om de urne te zoeken. Na een gevaarlijke afdaling vindt Mitros de urne, maar valt bijna in de krater. Johan slaagt er echter op het laatste nippertje in om Mitros te redden van de dood.
Demetrios hitst zijn soldaten op en begint met een bestorming tegen de tempel, waar Chrysis, de gewonde Phaucrates en de getrouwen van Mitros zich bevinden. De eerste aanval wordt afgeslagen zonder verliezen, maar Demetrios en zijn gevolg rammen de poort in en er ontstaat een bloedig gevecht in de tempel. Phaucrates geeft nog een laatste waarschuwing aan Chrysis. Volgens hem zou de vulkaan nog een laatste keer uitbarsten. Deze uitbarsting zou het hele tempelcomplex verwoesten. Chrysis besluit om te onderhandelen. Zij verklapt de schuilplaats van de schat aan Demetrios en hij laat haar en zijn onderdanen vertrekken. Demetrios gaat akkoord en Johan, Mitros, Chrysis en zijn onderdanen vertrekken uit de ondergrondse tempel.
Als ze in de openlucht zijn, verwoest een vulkaanuitbarsting de complete tempel en grot. Demetrios en zijn hebzuchtige soldaten komen allemaal om. De overlevenden besluiten een vreedzaam bestaan op te bouwen met de burgers van Thosas.